# Hélder Silva
Hélder Rocha Silva (Braga, 2 de agosto de 1987) es un deportista portugués que compitió en piragüismo en la modalidad de aguas tranquilas. Ganó una medalla de bronce en el Campeonato Europeo de Piragüismo de 2014, en la prueba de C1 200 m.

## Palmarés internacional
| Campeonato Europeo | Campeonato Europeo     | Campeonato Europeo | Campeonato Europeo |
| Año                | Lugar                  | Medalla            | Competición        |
| ------------------ | ---------------------- | ------------------ | ------------------ |
| 2014               | Brandeburgo (Alemania) | Medalla de bronce  | C1 200 m           |